# Жером Коммандер
Жеро́м Комманде́р (фр. Jérôme Commandeur; нар. 12 квітня 1976, Аржантей, Франція) — французький актор, гуморист.

## Біографія
Жером Коммандер народився 12 квітня 1976 року в передмісті Парижа Аржантей, Франція. Учився в Міжнародному ліцеї Сен-Жермен-ан-Ле (фр. Lycée International de St-Germain en Laye). У 17-річному віці він дебютував на радіо.
У 2008 році Коммандер дебютував у кіно роллю інспектора Лебіка в комедії Дені Буна «Лашкаво прошимо». Відтоді знявся майже у 20-ти кінострічках. У 2016 році як режисер, у співавторстві з Аленом Корно, поставив фільм «Моя сім'я вже любить вас».
У 2017 році Жером Коммандер був ведучим 42-ї церемонії вручення французької кінопремії «Сезар».

## Фільмографія (вибіркова)
| Рік  |    | Українська назва         | Оригінальна назва                     | Роль                               |
| ---- | -- | ------------------------ | ------------------------------------- | ---------------------------------- |
| 2008 | ф  | Лашкаво прошимо          | Bienvenue chez les Ch'tis             | інспектор Лебік                    |
| 2010 | ф  | Митниця дає добро        | Rien à déclarer                       | французький водій                  |
| 2011 | ф  | Кафе за рогом            | Au bistro du coin                     | фр. Le pompier pilier de bar       |
| 2011 | ф  | 100 мільйонів євро       | Les Tuche                             | Германн, власник спортивного клубу |
| 2011 | ф  | Голліву                  | Hollywoo                              | Боб, дублер                        |
| 2011 | ф  | Олія у вогонь            | De l'huile sur le feu                 | перший поліцейський                |
| 2011 | кф | Треба поговорити         | Il faut qu'on parle...                |                                    |
| 2012 | ф  | Клод у допомогу          | La stratégie de la poussette          | Поль Бордіно                       |
| 2012 | ф  | Магічний Париж 4         | Magic Paris 4                         |                                    |
| 2013 | ф  | Хай живе Франція!        | Vive la France                        | жандарм у центрі для затриманих    |
| 2013 | ф  | Скачки                   | Turf                                  | Жан Бруно                          |
| 2013 | с  | Там немає віку           | Y'a pas d'âge                         | Симон                              |
| 2014 | ф  | Кохання - найкращі ліки  | Supercondriaque                       | Гійом Лемпре                       |
| 2014 | ф  | Барбекю                  | Barbecue                              | Жан-Міш'                           |
| 2015 | ф  | Superнянь 2              | Babysitting 2                         | Мішель                             |
| 2016 | ф  | Повернення до матері     | Retour chez ma mère                   | Ален Бордьє                        |
| 2016 | ф  | Моя сім'я вже любить вас | Ma famille t'adore déjà               |                                    |
| 2016 | ф  | Не гальмуй               | À fond                                | Даніелі                            |
| 2017 | ф  | Нові пригоди Попелюшки   | Les nouvelles aventures de Cendrillon |                                    |
| 2022 | ф  | Працівник року           | Irréductible                          | Венсан Пельтьє                     |